# 이온 처라누
이온 처라누(루마니아어: Ion Țăranu, 1938년 3월 14일~2005년)는 루마니아의 전 레슬링 선수이다. 1960년 하계 올림픽 그레코로만형 미들급에서 동메달을 획득했으며 유럽 선수권 대회에서 은메달 1개를 획득했다.